# بيلا فيستا
نادي بيلا فيستا لكرة القدم (بالإسبانية: Club Atlético Bella Vista)‏ نادي كرة قدم أوروغواياني يلعب في دوري الدرجة الممتازة . تم تأسيس النادي في سنة 1920 .